# Müsavat Dervişoğlu
Dursun Müsavat Dervişoğlu (ur. 18 lipca 1956 w İzmicie) – turecki polityk i przedsiębiorca, deputowany, przewodniczący Dobrej Partii (İYİ).

## Życiorys
Absolwent zarządzania przedsiębiorstwem na Uniwersytecie Gazi. W latach 1987–1989 był dyrektorem generalnym skrajnie prawicowej organizacji młodzieżowej Szare Wilki. Należał do nacjonalistycznego ugrupowania MÇP, pracował w centrali tej partii. Od początku lat 90. zawodowo związany z sektorem prywatnym w Izmirze, obejmował menedżerskie stanowiska w przedsiębiorstwach branży handlowej.
Był działaczem Partii Narodowego Działania (MHP), która powstała na bazie dawnego środowiska MÇP. Kierował strukturami tego ugrupowania w prowincji Izmir. W 2012 bez powodzenia ubiegał się o przywództwo w MHP. W 2017 należał do współzałożycieli Dobrej Partii, pełnił funkcję jej wiceprzewodniczącego. W 2018 uzyskał mandat deputowanego do Wielkiego Zgromadzenia Narodowego Turcji. W 2023 z powodzeniem ubiegał się o poselską reelekcję. W 2024 zastąpił Meral Akşener na funkcji przewodniczącego İYİ.